# Javier Gil
Javier Gil – kolumbijski zapaśnik walczący w obu stylach. Zdobył brązowy medal na igrzyskach Ameryki Środkowej i Karaibów w 1986. Trzykrotny medalista igrzysk boliwaryjskich, złoto w 1989 roku.